# Agathocles
Az Agathocles belga grindcore együttes. 1985-ben alakultak. Szövegeik témái főleg a politika. Az együttes stílusát "mincecore" névvel illeti. Nagyrészt split lemezeket és EP-ket adtak ki, az egyiken egy magyar együttes, a Din-Addict is szerepelt. Dalaik témái az antifasizmus, az állatok felszabadítása és az anarchia. A zenekar összes tagja vegetáriánus.
A zenekar felállása többször változott pályafutásuk alatt, Jan Frederickx (Jan AG) az egyetlen folyamatos tag.

## Tagok
- Jan Frederickx – gitár, ének (1985-)
- Nils Laureys – dob, ének (2007-)
- Koen – gitár (2012-)

## Korábbi tagok
- Erwin Vandenbergh – dob (1985-1990) basszusgitár (1991)
- Ronny – basszusgitár (1987-1989)
- Jakke – gitár (1987-1990)
- Guy – gitár (1989-1990)
- Domingo Smets – gitár (1990)
- Burt Beyens – dob (1990-2002)
- Chris – gitár (1991-1992)
- Dirk – basszusgitár (1991-1992)
- Steve Houtmeyers – gitár (1992-1995)
- Matty Dupont – gitár (1995-1998)
- Dirk Cuyks – gitár (1998-2007)
- Roel Tulleneers – gitár (2002-2007)
- Tony Schepkens – basszusgitár (2007-2008)
- Bram Criekemans – basszusgitár (2008-2012)

## Diszkográfia
- Keizershof Disaster (1986-tól 2016-ig tartó munkásságuk válogatáslemeze)
- Theatric Symbolisation of Life 1992
- Use Your Anger  1992
- Black Clouds Determinate  1994
- Razor Sharp Daggers 1995
- The LPs: 1989-1991  1996
- Thanks For Your Hostility 1996
- Humarrogance 1997
- Agathocles / Axed Up Conformist 1999
- To Serve... to Protect... 2000
- Superiority Overdose 2001
- Agathocles / Abortion / Malignant Tumour / Din-Addict 2001
- Bomb Brussels (koncertalbum, 2001)
- Alive & Mincing (koncertalbum, 2003)
- Mincemania In Bulgaria  2004
- Mincer 2006
- Get Off your Ass/In Noise we Noise (split lemez a Ruido Genitallal, 2007)
- Night Train To Terror (split lemez a Saul Turteltaubbal, 2007)
- Agathocles / The Vanishing Act 2008
- Agathocles / Armatura 2008
- Abstract (split lemez a Cü Sujo-val, 2008)
- Grind is Protest 2009
- Agathocles / Crowd Control  2009
- "Imaginary Boundaries (Agathocles/Detrua Ideo/Violenta Dizimacao/Pissdeads split lemez, 2009)
- This is Not a Threat, It's a Promise 2010
- Agathocles / Kerenaneko / Prosuck / Rvota (2011)
- Kanpai!! 2012
- Agathocles/Nausate (2014)
- Commence to Mince 2016
- We Just Don't Fit 2018
- Baltimore Mince Massacre 2020